# Olena Leonenko
Olena Leonenko, również Olena Leonenko-Głowacka, ukr. Олена Леоненко (ur. 1966 w Kijowie) – ukraińska pieśniarka, kompozytorka muzyki teatralnej, choreografka, aktorka, pedagożka śpiewu i ruchu scenicznego.

## Życiorys
Skomponowała muzykę do ponad 20 przedstawień teatralnych i telewizyjnych oraz filmów dokumentalnych. Pracowała m.in. z Gustawem Holoubkiem, Zbigniewem Zapasiewiczem, Krystianem Lupą, Józefem Opalskim, Agnieszką Glińską, Krzysztofem Warlikowskim. W 2004 roku Gustaw Holoubek zaprosił ją do współpracy z Teatrem Ateneum. Monodramy muzyczne: „Noc z Wertyńskim”, „Ech raz jeszcze raz, czyli taniec z pamięcią” powstały pod opieką artystyczną Gustawa Holoubka i literacką Janusza Głowackiego. Kolejne przedstawienie muzyczne – „Jesienin” – wg scenariusza Janusza Głowackiego wyreżyserował Józef Opalski. Ma w repertuarze ponad pięćset ludowych pieśni rosyjskich, ukraińskich, żydowskich i polskich. Wydała trzy płyty: „Miłość po rosyjsku”, „Noc z Wertyńskim” i słuchowisko „Jesienin”. Spektakle: „Noc z Wertyńskim”, „Jesienin” oraz najnowszy – „Podwórko-Świat” zostały nagrane i wyemitowane przez Teatr Polskiego Radia na antenie radiowej Jedynki. Aktualnie, w Teatrze Syrena, gra postać Olgi w przedstawieniu pt. „Obłomow” w reżyserii Agnieszki Lipiec-Wróblewskiej i Wojciecha Malajkata. Zagrała w filmach: „W ciemności” Agnieszki Holland, „Boisko bezdomnych” Katarzyny Adamik, „Rewers” Borysa Lankosza oraz serialach m.in.: „Ekipa” w reż. Agnieszki Holland, „Glina” w reż. Władysława Pasikowskiego, „Ratownicy” w reż. Marcina Wrony. Obecnie gra postać Oksany w serialu „Barwy szczęścia” Ilony Łepkowskiej i Tadeusza Lampki. Była stypendystką Amerykańskiego Institute for Democracy in Eastern Europe i dwukrotną stypendystką Fundacji im. Stefana Batorego.

## Życie prywatne
Od 1990 roku mieszka w Polsce. Była żoną zmarłego w 2017 pisarza Janusza Głowackiego.

## Osiągnięcia
Powołała do życia grupę teatralną „Wydybaj” – podróżując wraz z nią po zakątkach całej Ukrainy, poszukiwała najdawniejszych źródeł ukraińskiej kultury, pozostałości pogańskich zwyczajów i rytuałów, badała technikę rytualnego śpiewu i gromadziła pieśni. Złożyły się one na jej późniejszy szczególny i niepowtarzalny repertuar. Od tegoż roku daje cykliczne koncerty w Teatrze Małym w Warszawie, z których ostatni, zatytułowany „Miłość po rosyjsku” odbył się w styczniu 2004 roku. Jej talentem zachwycili się wybitni twórcy teatralni i muzyczni: Krystian Lupa, Jacek Ostaszewski, Agnieszka Glińska, Krzysztof Warlikowski, Bogdan Pociej, Roman Rewakowicz, Leszek Długosz, Józef Opalski, Andrzej Wanat. Jej przebogaty i różnorodny repertuar zawiera ponad 500 pieśni ukraińskich, żydowskich, rosyjskich z gromadzonej przez nią w ciągu całych lat skarbnicy. Olena Leonenko występowała z wieloma recitalami w Polsce oraz w Mediolanie, Paryżu, Berlinie, Pradze i Kijowie. W grudniu 2002 roku w Studiu im. Agnieszki Osieckiej w Warszawie w siedzibie Pr. III Polskiego Radia odbyła się premiera spektaklu muzycznego Oleny Leonenko „Noc z Wertyńskim” według scenariusza Janusza Głowackiego. Kolejne jej słuchowisko, pt. „Podwórko-Świat”, oparte m.in. na odeskim folklorze Program I Polskiego Radia wyemitował 9 czerwca 2010 r.
W 2005 roku została odznaczona Brązowym Medalem „Zasłużony Kulturze Gloria Artis”.

## Spektakle
Olena Leonenko jest kompozytorką muzyki do 21 spektakli teatralnych, między innymi:
- „Barbarzyńcy”
- „Imię”
- „Stracone zachody miłości”
- „Nieznajoma z Sekwany”
- „Opowieści zakulisowe”
- „Pamięć wody”
- „Kopciuch”
- „Bambini di Praga”

## Filmografia
- 2004: Glina jako Masza, gospodyni w domu Zajdlerów (odc. 7 i 8)
- 2007: Królowie śródmieścia jako Ludmiła, żona Damiana
- 2008: Wiem, kto to zrobił jako Małgorzata Weresz
- 2010: Ratownicy jako Monika Rogulska
- 2010–2015: Barwy szczęścia jako Oksana Sokołowska-Górka
- 2017: Ucho Prezesa jako sprzątaczka Ludmiła